# Alessandro Castellani
Pour les articles homonymes, voir Castellani.
Alessandro Castellani (né à Rome le 2 février 1823, mort à Naples le 10 juin 1883) est un orfèvre, antiquaire, collectionneur d'art et patriote italien, membre de la célèbre dynastie des orfèvres et antiquaires romains « Castellani ».

## Biographie
Alessandro Castellani est le fils de Fortunato Pio Castellani et Carolina Baccani. Il perd, enfant, sa main gauche dans un accident de chasse ; malgré ce handicap, il se consacre à l'art de l’orfèvrerie dans l'entreprise familiale, se limitant au début à la préparation des dessins.
Adepte de Mazzini, il soutient la République romaine et, en 1849, il est membre de la commission pour la sélection des employés d’État. Avec la restauration et le retour de Pie IX, le 16 juillet 1849 Castellani est arrêté une première fois avec son frère Augusto, et quelques jours plus tard, libéré après l'intervention probable de son père. Il est arrêté à nouveau en août 1853 avec d'autres mazziniens, tels que Giuseppe Petroni et Cesare Mazzoni, et emprisonné à San Michele a Ripa Grande. En janvier 1854, il commence à montrer des signes de maladie mentale, mais ne sachant pas s'ils sont réels ou simulés, il est transféré à l'asile de Santa Maria della Pietà, où il reste jusqu'en 1856, quand il est confié à sa famille. Condamné à l'exil en 1859, il se rend à Paris (juin 1860).
Dans la capitale française, il ouvre une succursale de la société de son père sur les Champs-Élysées et commence la diffusion des bijoux Castellani en Europe puis aux États-Unis. Castellani a des relations d'amitié avec Gioacchino Rossini qui l'introduit dans la société parisienne. En juillet 1862, Castellani vend des bijoux à Paris pour 25 000 écus, un montant équivalent au chiffre d'affaires (30 000 couronnes) de la société mère de Rome.
Il a des contacts directs avec l'empereur Napoléon III, qui lui achète de nombreuses pièces pour le musée Napoléon III qui a été transféré par la suite au Louvre. Il vend d'autres pièces au British Museum dirigé par Charles Thomas Newton. Il s'intéresse aux techniques des Étrusques et en particulier à la granulation .
Il a été suggéré que certaines pièces étrusques commercialisées par Castellani étaient fausses, la réponse est difficile, par le fait qu'encore à la fin de XIXe siècle, la restauration d'œuvres d'art était faite sans trop de scrupules assemblant des morceaux anciens et neufs. L'analyse chimique récente sur des pièces vendues par Castellani au musée de Berlin ont permis de conclure que Castellani a vendu aussi des pièces fausses.
En 1862, Castellani quitte Paris à cause d'un lien avec Henriette Charlon Verdot, une femme mariée qui plus tard deviendra sa seconde épouse. Il s'installe à Naples où il ouvre un nouveau bureau à Chiatamone. Dans la ville de la Campanie, en plus de l'activité d'antiquaire et d'orfèvre (celle-ci dirigée par Giacinto Melillo), Castellani s’occupe également d'art céramique, faisant appel au miniaturiste en porcelaine Carlo De Simone, qui devient le maître de son frère Guglielmo et son fils Torquato . Avec le retour en Italie, Castellani reprend son activité politique dans les rangs des démocrates, il finance plusieurs tentatives d'insurrections dans les États pontificaux. Après la prise de la Porta Pia il crée une «Commission pour la protection des monuments Rome» qui préconise le passage des Musées du Vatican à l'État italien. En 1879, il fait partie de la «Ligue de la démocratie» («Lega della democrazia»)", dirigée par Garibaldi.
Alessandro Castellani meurt à Naples le 10 juin 1883. Il est inhumé au cimetière communal monumental de Campo Verano de Rome.